# Natação no Campeonato Mundial de Esportes Aquáticos de 2023 - 4x200 m livre masculino
A disputa na modalidade 4x200 metros livre masculino de Natação no Campeonato Mundial de Esportes Aquáticos de 2023 fora realizada no dia 28 de julho de 2023 na Marine Messe Fukuoka em Fukuoka, no Japão. Ao todo, 75 nadadores, divididos em equipes constituídas de ao menos um quarteto e de 17 Comitês Olímpicos Nacionais estavam previstos para participarem do evento.

## Formato da competição
A competição consiste em duas rodadas: eliminatórias e final. As equipes com os 8 melhores tempos nas eliminatórias avançam a final. Desempates (swim-offs) são utilizados conforme necessário para quebrar os empates de avanço a próxima rodada.

## Calendário
Todos os horários estão na Hora legal japonesa (UTC+9).
| Data                | Horário | Fase          |
| ------------------- | ------- | ------------- |
| 28 de julho de 2023 | 11:55   | Eliminatórias |
| 28 de julho de 2023 | 21:40   | Final         |

## Recordes
Antes desta competição, os recordes mundiais e do campeonato nesta prova eram os seguintes:
| Tipo                  | Atleta         | Tempo     | Local | Data                |
| --------------------- | -------------- | --------- | ----- | ------------------- |
|                       | Estados Unidos | 6m 58s 55 | Roma  | 31 de julho de 2009 |
| Recorde do campeonato | Estados Unidos | 6m 58s 55 | Roma  | 31 de julho de 2009 |

## Medalhistas
| Ouro                                                                                  | Prata | Bronze |
| Reino Unido · Duncan Scott · Matthew Richards · James Guy · Tom Dean · Joe Litchfield | Estados Unidos · Luke Hobson · Carson Foster · Jake Mitchell · Kieran Smith · Drew Kibler · Baylor Nelson · Henry McFadden | Austrália · Kai Taylor · Kyle Chalmers · Alexander Graham · Thomas Neill · Flynn Southam · Elijah Winnington |

## Resultados

### Eliminatórias
As eliminatórias foram realizadas no dia 28 de julho com início às 11:55.
| Pos. | Bateria | Raia | Nadadores      | CON | Tempo   | Notas            |
| ---- | ------- | ---- | -------------- | --- | ------- | ---------------- |
| 1    | 1       | 4    | Austrália      | Flynn Southam (1:47.85) Elijah Winnington (1:46.27) Kai Taylor (1:44.56) Thomas Neill (1:45.69)                                 | 7:04.37 | Q                |
| 2    | 2       | 4    | Estados Unidos | Drew Kibler (1:46.44) Baylor Nelson (1:47.13) Henry McFadden (1:46.39) Jake Mitchell (1:46.11)                                  | 7:06.12 | Q                |
| 3    | 1       | 3    | Itália         | Marco De Tullio (1:47.77) Matteo Ciampi (1:46.89) Filippo Megli (1:45.62) Stefano Di Cola (1:45.84)                             | 7:06.12 | Q                |
| 4    | 2       | 5    | Reino Unido    | Joe Litchfield (1:47.14) Duncan Scott (1:46.21) Tom Dean (1:46.85) Matthew Richards (1:46.00)                                   | 7:06.20 | Q                |
| 5    | 1       | 6    | França         | Hadrien Salvan (1:47.03) Wissam-Amazigh Yebba (1:45.70) Roman Fuchs (1:47.09) Enzo Tesic (1:46.58)                              | 7:06.40 | Q                |
| 6    | 2       | 6    | Coreia do Sul  | Hwang Sun-woo (1:47.29) Kim Woo-min (1:46.02) Yang Jae-hoon (1:47.31) Lee Ho-joon (1:46.20)                                     | 7:06.82 | Q,               |
| 7    | 2       | 1    | Alemanha       | Lukas Martens (1:45.60) Rafael Miroslaw (1:46.74) Josha Salchow (1:47.39) Timo Sorgius (1:47.77)                                | 7:07.50 | Q                |
| 8    | 1       | 5    | Brasil         | Luiz Altamir Melo (1:47.73) Fernando Scheffer (1:47.12) Murilo Sartori (1:46.57) Guilherme Costa (1:46.32)                      | 7:07.74 | Q                |
| 9    | 2       | 8    | Japão          | Hidenari Mano (1:47.25) Katsuhiro Matsumoto (1:45.60) Taikan Tanaka (1:48.23) Fuyu Yoshida (1:47.62)                            | 7:08.70 |                  |
| 10   | 2       | 7    | Israel         | Denis Loktev (1:47.38) Tomer Frankel (1:48.39) Daniel Namir (1:47.19) Gal Cohen Groumi (1:46.82)                                | 7:09.78 |                  |
| 11   | 1       | 2    | China          | Ji Xinjie (1:47.29) Hong Jinquan (1:47.69) Zhang Ziyang (1:48.46) Wang Haoyu (1:46.44)                                          | 7:09.99 |                  |
| 12   | 1       | 7    | Canadá         | Ruslan Gaziev (1:47.73) Patrick Hussey (1:48.33) Finlay Knox (1:47.57) Javier Acevedo (1:47.04)                                 | 7:10.67 |                  |
| 13   | 1       | 8    | Espanha        | Cesar Castro (1:47.35) Luis Dominguez (1:46.97) Sergio Montalban (1:47.74) Carlos Roldan (1:48.79)                              | 7:10.85 | Recorde nacional |
| 14   | 2       | 2    | Suíça          | Antonio Djakovic (1:46.37) Roman Mityukov (1:48.53) Noe Ponti (1:46.79) Nils Liess (1:49.18)                                    | 7:10.87 |                  |
| 15   | 2       | 3    | Hungria        | Nándor Németh (1:47.98) Richárd Márton (1:48.63) Balázs Holló (1:47.18) Kristóf Rasovszky (1:47.78)                             | 7:11.57 |                  |
| 16   | 2       | 0    | Tailândia      | Dulyawat Kaewsriyong (1:53.44) Tonnam Kanteemool (1:53.40) Ratthawit Thammananthachote (1:54.80) Navaphat Wongcharoen (1:57.64) | 7:39.28 |                  |
| 17   | 1       | 1    | Vietname       | Do Ngoc Vinh (1:53.65) Nguyễn Hữu Kim Sơn (1:55.04) Mai Tran Tuan Anh (1:57.64) Nguyen Quang Thuan (1:58.00)                    | 7:44.33 |                  |

### Final
A final fora realizada no dia 28 de julho às 21:40.
| Pos.              | Raia | Nadadores      | CON | Tempo   | Notas            |
| ----------------- | ---- | -------------- | --- | ------- | ---------------- |
| Medalha de ouro   | 6    | Reino Unido    | Duncan Scott (1:45.42) Matthew Richards (1:44.65) James Guy (1:45.17) Tom Dean (1:43.84)                   | 6:59.08 |                  |
| Medalha de prata  | 5    | Estados Unidos | Luke Hobson (1:46.00) Carson Foster (1:44.49) Jake Mitchell (1:45.06) Kieran Smith (1:44.47)               | 7:00.02 |                  |
| Medalha de bronze | 4    | Austrália      | Kai Taylor (1:45.79) Kyle Chalmers (1:45.19) Alexander Graham (1:45.55) Thomas Neill (1:45.60)             | 7:02.13 |                  |
| 4                 | 2    | França         | Hadrien Salvan (1:46.73) Wissam-Amazigh Yebba (1:45.54) Enzo Tesic (1:46.70) Léon Marchand (1:44.89)       | 7:03.86 |                  |
| 5                 | 3    | Itália         | Marco De Tullio (1:47.43) Filippo Megli (1:44.94) Matteo Ciampi (1:46.03) Stefano Di Cola (1:45.55)        | 7:03.95 |                  |
| 6                 | 7    | Coreia do Sul  | Hwang Sun-woo (1:46.35) Kim Woo-min (1:44.84) Yang Jae-hoon (1:48.35) Lee Ho-joon (1:44.53)                | 7:04.07 | Recorde nacional |
| 7                 | 1    | Alemanha       | Lukas Martens (1:44.79) Rafael Miroslaw (1:45.79) Josha Salchow (1:47.35) Timo Sorgius (1:48.21)           | 7:06.14 |                  |
| 8                 | 8    | Brasil         | Murilo Sartori (1:46.70) Guilherme Costa (1:46.05) Fernando Scheffer (1:46.96) Luiz Altamir Melo (1:46.72) | 7:06.43 |                  |

Legenda
| Recorde mundial       | Recorde mundial (World record)               |                       | Recorde africano                      | Recorde africano (African) |                                           | Q | Classificado por posição (Qualified) |
| Recorde do campeonato | Recorde do campeonato (Championship record)  | Recorde da América    | Recorde da América (Americas)         | q                          | Classificado por melhor tempo (Qualified) |   |                                      |
| Melhor marca do ano   | Melhor marca do ano (World leading)          | Recorde asiático      | Recorde asiático (Asian)              | DNS                        | Não largou (Did not start)                |   |                                      |
| Recorde nacional      | Recorde nacional (National record)           | Recorde europeu       | Recorde europeu (European)            | DNF                        | Não terminou (Did not finish)             |   |                                      |
| Recorde pessoal       | Recorde pessoal do atleta (Personal best)    | Recorde da Oceania    | Recorde da Oceania (Oceania)          | DSQ / DQ                   | Desclassificado (Disqualified)            |   |                                      |
| Recorde da temporada  | Recorde da temporada do atleta (Season best) | Recorde sul-americano | Recorde sul-americano (South America) | NM                         | Sem marca (No mark)                       |   |                                      |